# Atumpucro

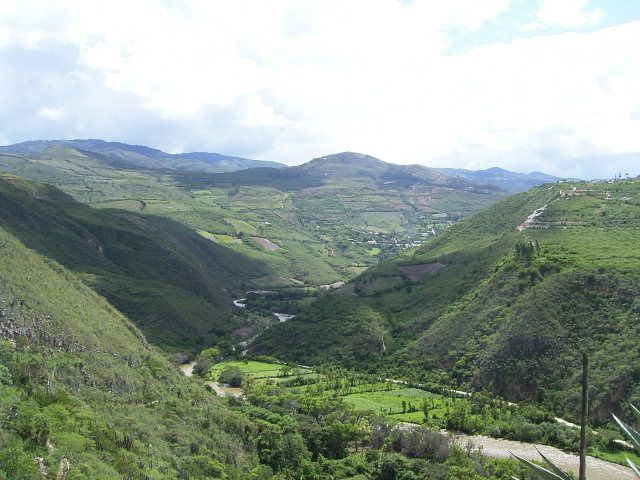

Atumpucro es un sitio arqueológico de Chachapoyas se encuentra en la orilla oeste del río Utcubamba, en la provincia de Luya, en Perú.

## Características
La ciudad cubre más de dos hectáreas, a una altitud de más de mil metros, homónima de la montaña Atumpucro, cerca del río Utcubamba. El sitio arqueológico se compone de varios edificios, cerca de ciento cincuenta, muchos de ellos circulares, de acuerdo con la tradición arquitectónica de los Chachapoyas. Las estructuras están construidas sobre grandes terrazas excavadas a lo largo de la cresta de la montaña, y tienen nichos, ventanas rectangulares y varias decoraciones en el friso. La ciudad vieja está rodeada por una larga pared de cincuenta y tres metros de ancho.

## Descubrimiento
La ciudad fue descubierta por un fotógrafo local, Martín Chumbe, y el alcalde del distrito de San Juan de Lopecancha, durante una exploración de la selva amazónica.